# Omalodera
Omalodera is een geslacht van kevers uit de familie van de loopkevers (Carabidae). De wetenschappelijke naam van het geslacht is voor het eerst geldig gepubliceerd in 1879 door Solier.

## Soorten
Het geslacht Omalodera is monotypisch en omvat slechts de volgende soort:
- Omalodera dentimaculata Solier,